# El Aserradero, Nayarit
El Aserradero är en ort i Mexiko.   Den ligger i kommunen Huajicori och delstaten Nayarit, i den centrala delen av landet, 700 km nordväst om huvudstaden Mexico City. El Aserradero ligger 1 510 meter över havet och antalet invånare är 120.
Terrängen runt El Aserradero är kuperad åt sydost, men åt nordväst är den bergig. Terrängen runt El Aserradero sluttar norrut. Runt El Aserradero är det mycket glesbefolkat, med 4 invånare per kvadratkilometer. Närmaste större samhälle är El Arrayán, 9,4 km väster om El Aserradero. I omgivningarna runt El Aserradero växer huvudsakligen savannskog.